# D917 (Nord)
De D917 is een departementale weg in het Franse Noorderdepartement. De weg bestaat uit drie delen. Het eerste deel loopt van de grens met Somme via Gouzeaucourt naar Bonavis in de gemeente Banteux. Het tweede deel loopt van Douai naar Luchthaven Lille-Lesquin. Het derde deel loopt van de Luchthaven Lille-Lesquin naar Rijsel. In het Somme loopt de weg als D917 verder naar Péronne en Parijs.

## Geschiedenis
Oorspronkelijk was de D917 onderdeel van de N17. In 1973 werd de N17 verlegd over een westelijker tracé (de huidige D917 in Pas-de-Calais). De oostelijke route is toen overgedragen aan het Noorderdepartement. De weg is daarbij omgenummerd tot D917.